# ひらくドア
ひらくドア（He Luck Door）はかつて活動していた日本のロック・ポップバンドである。それまでソロで活動していたタカユキカトーを中心に2007年結成。「なんとなく居心地の悪い人たちが作る、なんとなく居心地の悪い人たちのための音楽」をモットーに、下北沢や渋谷を中心にライブ活動を展開していた。

## メンバー
- タカユキカトー　- 歌・ギター・作詞作曲
ひらくドアの中心的人物であり、代表。
ギターロックや渋谷系、シューゲイザーから打ち込みまで、幅広い楽曲作りを行う。バンドのみならず、定期的なソロ活動や映画・舞台への音楽提供など活動。他バンドのレコーディングやミックス作業に参加することも多い。
- ヒロヒサカトー - ギター・マンドリン
タカユキカトーとは高校時代からの盟友。名字は同じだが兄弟ではない。井乃頭蓄音団、はなしのメンバーとしても活動中。
- 寺中イエス - ベース
ワンフィンガーで日本一のベーシストを目指して活動中。
- ヨシヤマモエ - キーボード・歌・タンバリン
ぽわんのフロントウーマンとしても活動中。
- クロサワコウゾウ - ドラム
MUGWUMPSのドラムとしても活動中。

### 主な旧メンバー
- タカヒロ・ミズネイラ - タンバリン（2006年11月～2010年2月）
客席に乱入するなど派手なパフォーマンスを行い、マスコット的な人気を得る。
- みんちょ（サポートメンバー） - キーボード・女性ボーカル（2007年12月～2009年12月）
- E.MURAYAMA - ドラム
2008年12月～サポートメンバーとして参加し、2011年12月末日をもち脱退。

## 来歴
- 2006年8月19日 ソロプロジェクト「タカユキカトー」名義での初ライブ。以後、サポートメンバーを変えながら活動を続けていく。
- 2006年11月15日 この日からタカヒロ・ミズネイラがサポートとして参加。
- 2007年
  - 5月20日 ヒロヒサカトーが加入。
  - 6月25日 そにい(Key,Vo)が加入。
  - 7月15日 下北沢club251 TRI-TONE GPにて決勝に進出するが、サイレンオブサイレンスに敗れ動員2位。
  - 12月10日 バンド名を「ひらくドア」と改め、高円寺クラブライナーにて初ライブ。そにいが脱退。
- 2008年
  - 5月28日 タカヒロ・ミズネイラが正式メンバーとなり、さらにベースで寺中が加入。
  - 10月1日 雨ニモマケズ主催のコンピレーション・アルバム"アナログの風"発売。ひらくドアは「雨のプール」で参加
  - 10月9日 アルバム"LoveLoveLoveLove"発売。下北沢ディスクユニオンにて、半年以上に渡り委託チャートトップ5に居座り続けるロングヒットとなる。初の自主企画イベント兼アルバム発売記念ライブ"LoveLoveLoveLoveLive"を新高円寺クラブライナーにて開催。共演者はShe's、透明トマト、空中ループ、ザ・カルチャーズ。ドラムス片桐さんが加入。
  - 10月10日 透明トマト企画に出演。片桐さんが脱退。
- 2009年
  - 2月25日 下北沢DaisyBarにて、タカユキカトーが初のソロライブを行う。以後、月１～２回の頻度で定期的にソロライブは継続。
  - 3月10日 シングル"君の銀色のギター"発売。
  - 4月4日 自主企画イベント"LoveLoveLoveLoveLive2"を下北沢DaisyBarにて開催。共演者は、テツコ、レイト、ヤーチャイカ。
  - 6月13日 新高円寺クラブライナー専用のCD"CLUB LINER ORIGINAL SAMPLER CD Vol.06"に「窓の外」で参加。
  - 7月23日 タカユキカトーがラジオ日本の"Rock Rush Radio"という番組に出演。
  - 9月6日 自主企画イベント"LoveLoveLoveLoveLive3"を下北沢DaisyBarにて開催。共演者は、はこモーフ、THEラブ人間、ANIMA。
  - 9月19日 コンピレーション・アルバム"wild gun crazy compilation vol.4"発売。「夏子との生活」で参加。
  - 9月20-21日 インディーズアーティスト完全プロデュースによる野外フェス"FIREJAM"に参加。
- 2010年
  - 1月10日 アルバム"He Luck Door"をウルトラ・ヴァイヴより初の全国発売。
  - 2010年2月5日 "He Luck Door"レコ発イベント"LoveLoveLoveLoveLive4"を下北沢mona recordsにて開催。共演者は、東京カランコロン、透明トマト、はこモーフ。この日をもち、タカヒロ・ミズネイラ、みんちょ（サポート）が活動休止。
  - 4月30日 自主企画イベント"LoveLoveLoveLoveLive5"を新高円寺クラブライナーにて開催。共演者は、ミツメ、ホーミータイツ、SNEEZE、エニクスパルプンテ。
  - 5月28-29日 初の関西ライブを大阪南船場、京都二条nanoで開催。
  - 6月16日 THEラブ人間との300枚限定スプリット盤"自分勝手.ep"をディスクユニオンにて発売。
  - 9月17-20日 野外フェス"FIREJAM 2010"に二年連続で参加。
  - 11月2日 下北沢Daisy Barでのライブにて、そうまさん(Cho)が初参加。
  - 12月10日 自主企画「音楽の魔法」を、超満員の秋葉原CLUB GOODMANで開催。なお対バンのビイドロが、このライブをもって活動休止に入る。
  - 12月30日 タワーレコード新宿店にてインストアライブを行う。
- 2011年
  - 3月9日 ミニアルバム"思い出"を発売。（ホームページよりmp3で無料ダウンロード可能）CDジャケットは漫画家・しおやてるこ書き下ろし。
  - 3月25日 信販会社ジャックスが「あなたの夢に応援歌」キャンペーンを行い、その第一弾アーティストとして曽我部恵一BANDと共に抜擢。テレビCMに出演し、特設ホームページではPVやインタビューを公開。
  - 10月24日 E.MURAYAMAが2011年12月末日をもち脱退することを表明。ホームページ上で、本人のコメントとともに新ドラマー募集の告知がなされる。
  - 12月11日 初のワンマンライブを心斎橋acidにて開催。
  - 12月30日 テレビ東京系列の特番「今夜誕生！史上最高の“恋歌”」に出演、大きな話題となる。
- 2012年
  - 2月15日 これまでに発表されたレア音源を集めたアルバム"Small Music For The Sleeping Time"を発売。新ドラマーに有安祐二を迎え、新体制でのライブを再開する。
- 2013年
  - 2月26日 前回ライブから約三か月ぶりに、Beat Happening!＠下北沢GARDENに出演。この日より、サポートとしてcho&choにヨシヤマモエ（from ぽわん）、Drにクロサワコウゾウ（from MUGWUMPS）を迎え、新体制でのライブを再開する。
  - 6月20日 ヨシヤマモエ、クロサワコウゾウが正式加入。正式メンバーでは初の5人編成となる。
  - 7月6日 大阪・アメリカ村で開催されている街中ロックフェス「見放題2013」に3年連続出演。
- 2014年
  - 1月1日 下北沢BASEMENT BARでのカウントダウンライブで、3月5日にミニアルバム『君と世界の歌』を発売、
  - 3月30日 下北沢BASEMENT BARでレコ発＆東京初ワンマンライブ開催し、同日解散。

## ディスコグラフィー

### シングル
- 君の銀色のギター（2009年3月10日）廃盤

1. 君の銀色のギター
2. 君の銀色のギター（カラオケ）

### アルバム
- ガールフレンド・イン・エステシティ（2006年8月19日）- タカユキカトー時代のミニアルバム。廃盤

1. エステシティ
2. She Loved Me
3. 夏ってなんかいい（高校生バージョン）
4. 雨のプール
5. Me's Her Yurayura
6. メモリーサマーセール

- LoveLoveLoveLove（2008年10月9日）廃盤

1. ばいばいマリー
2. クリーニング
3. キルミー
4. 井筒レコードのテーマ
5. 自殺の水族館
6. お天気雨女
7. LoveLoveLoveLove

- He Luck Door（2010年1月10日）- 初の全国流通版

1. 夏子との生活
2. LoveLoveLoveLove
3. 君の銀色のギター
4. 夏ってなんかいい
5. 思いで迷子
6. 雨のプール
7. 窓の外
8. 雨の日の帰り道

- とくてん！＜He Luck Door発売時　ディスクユニオン限定特典CD-R＞

1. 井筒レコードのテーマ（とくてん！バージョン）
2. I Think About You!
3. I Wanna Say（デモ）
4. （タイトルバック）
5. 夏は君も（デモ）
6. My Love Is Not Forever

- 思い出（2011年3月9日）- ホームページにて無料ダウンロード可能

1. 七夕のお祭り
2. 夏は君も
3. みっちゃん
4. 旅人の街
5. 木枯らしとマスク
6. ピンク色の部屋（※CD版ボーナストラック）

- Small Music For The Sleeping Time（2012年2月15日）- レア音源集

1. 愛と名曲
2. Beautiful Song
3. 赤いかきごおり
4. My Love Is Not Forever
5. ばいばいマリー
6. Small Music For The Sleeping Time
7. 渋谷サマー・オブ・ラブ
8. 海とガールフレンド
9. I Think About You!

※全国のTSUTAYAで好評レンタル中。

### スプリット
- 自分勝手.ep（2010年6月16日）- THEラブ人間とのスプリット盤（300枚限定発売）廃盤

1. Beautiful Song（ひらくドア）
2. 赤いかきごおり（ひらくドア）
3. パニックルーム（THEラブ人間）
4. りんごに火をつけて（THEラブ人間）
5. 渋谷の女の子（金田康平とタカユキカトー）

### コンピレーション
- アナログの風（2008年10月1日）- 雨ニモマケズ主催

1. 雨のプール

- CLUB LINER ORIGINAL SAMPLER CD Vol.06（2009年6月13日）- 新高円寺クラブライナーにて配布中

1. 窓の外

- wild gun crazy compilation vol.4（2009年9月19日） - wild gun crazy のイベントに参加しているバンドのコンピ

1. 夏子との生活

- 『Play for Japan 2012 vol.2』（2012年3月11日） - OTOTOY主催・日本復興コンピレーション・アルバム『Play for Japan 2012 vol.2』

1. 休み明けの季節（LIVE）